# Kloster von Torba

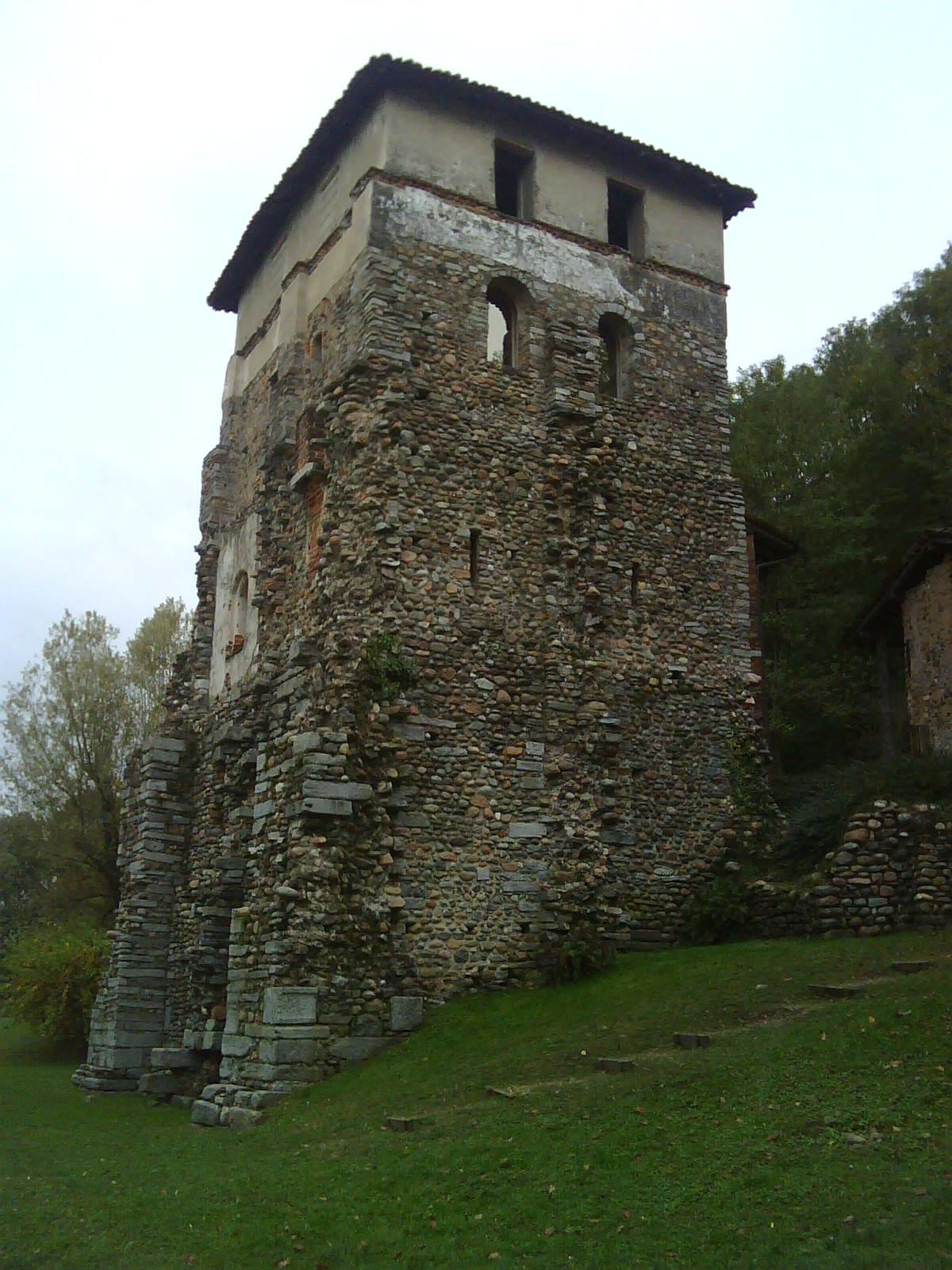
Der Torba-Turm

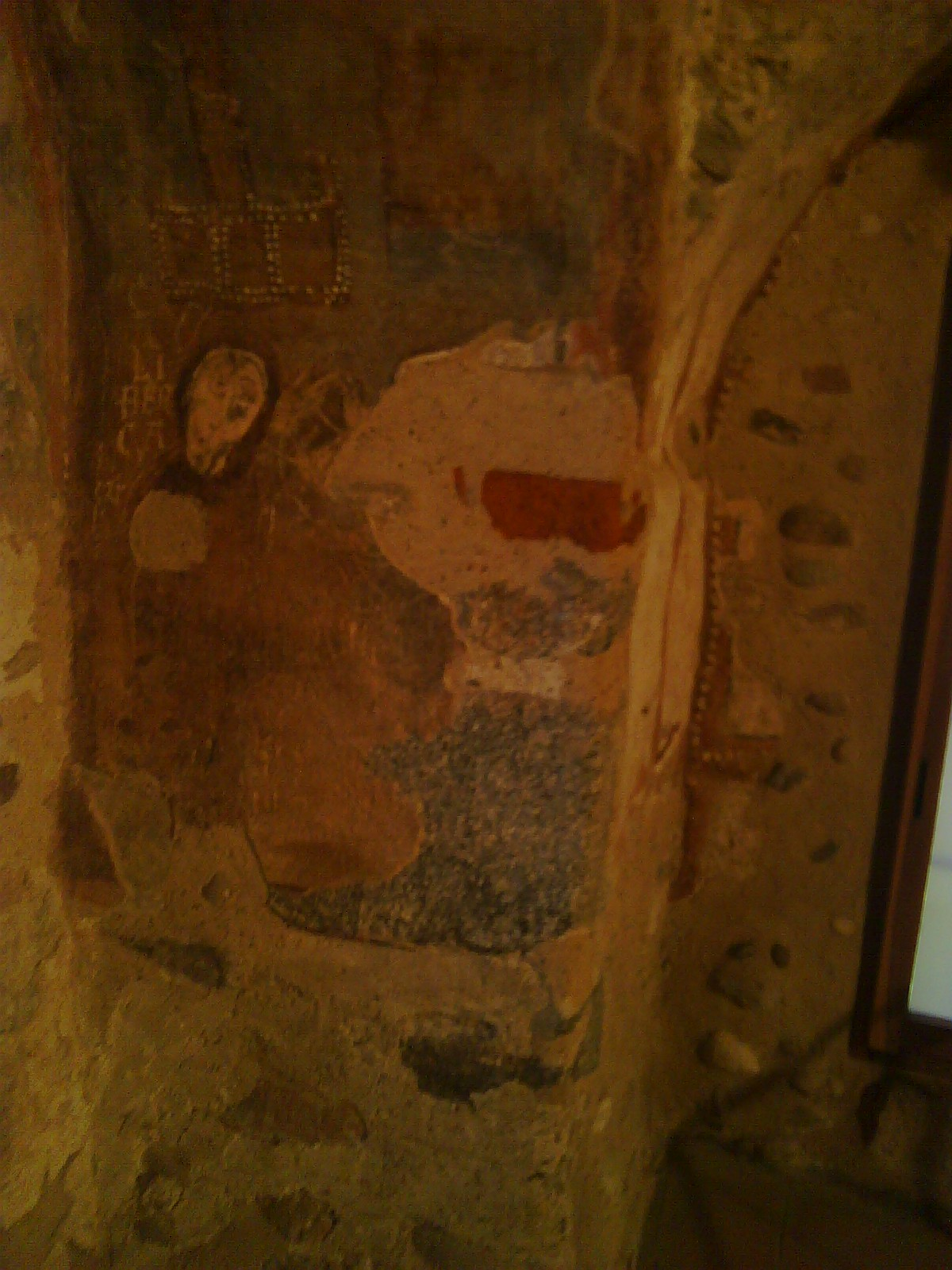
Fresko im Turm

Das ehemalige Benediktinerinnen-Kloster von Torba befindet sich im oberitalienischen Gornate-Olona (Provinz Varese), im Ortsteil Torba am Rande des archäologischen Parks von Castelseprio. Der gesamte Komplex ist Teil der UNESCO-Welterbestätten Die Langobarden in Italien – Orte der Macht. Die Klosteranlage wurde im Jahr 1976 der italienischen Stiftung für Denkmal- und Umweltschutz, FAI – Fondo per l’Ambiente Italiano gestiftet und wird seitdem von dieser verwaltet.

## Geschichte
Die Geschichte von Torba geht auf die Spätphase der römischen Kaiserzeit zurück, als die Römer Verteidigungsanlagen zum Schutz gegen mögliche Angriffe der Barbaren errichteten. Torba wurde zu einem militärischen Vorposten, der die Bewegungen entlang des Flusses Olona kontrollieren sollte. Aus dieser Zeit stammt der Turm, der zwischen dem 5. und 6. Jahrhundert erbaut wurde. Später wurde er von den Goten als Verteidigungsturm genutzt, danach von den Byzantinern. Die Langobarden nutzten ihn als Handelsstation. Im 8. Jahrhundert wurde Torba ein Benediktinerinnen-Kloster. Die Nonnen erweiterten den Komplex um ein Gebäude für die Klosterzellen, das Refektorium und Andachtsräume sowie einen Säulengang mit drei Bögen und die kleine, der Jungfrau Maria geweihte, Kirche. Im Jahr 1482 wurde das Kloster aufgegeben. In jüngerer Zeit fungierte die Anlage als landwirtschaftliches Gebäude und erfuhr entsprechende Anpassungen: der Säulengang wurde zugemauert, der Eingang der Kirche wurde erweitert, damit die Kirche als Lagerhalle für Geräte und Fuhrwerke genutzt werden konnte, alle Fresken wurden verputzt.
Im Jahr 1976 kaufte die Gründerin des FAI, Giulia Maria Mozzoni Crespi, die gesamte Anlage auf und stiftete sie dem FAI, der sie restaurierte und der Öffentlichkeit zugänglich machte.

## Architektur

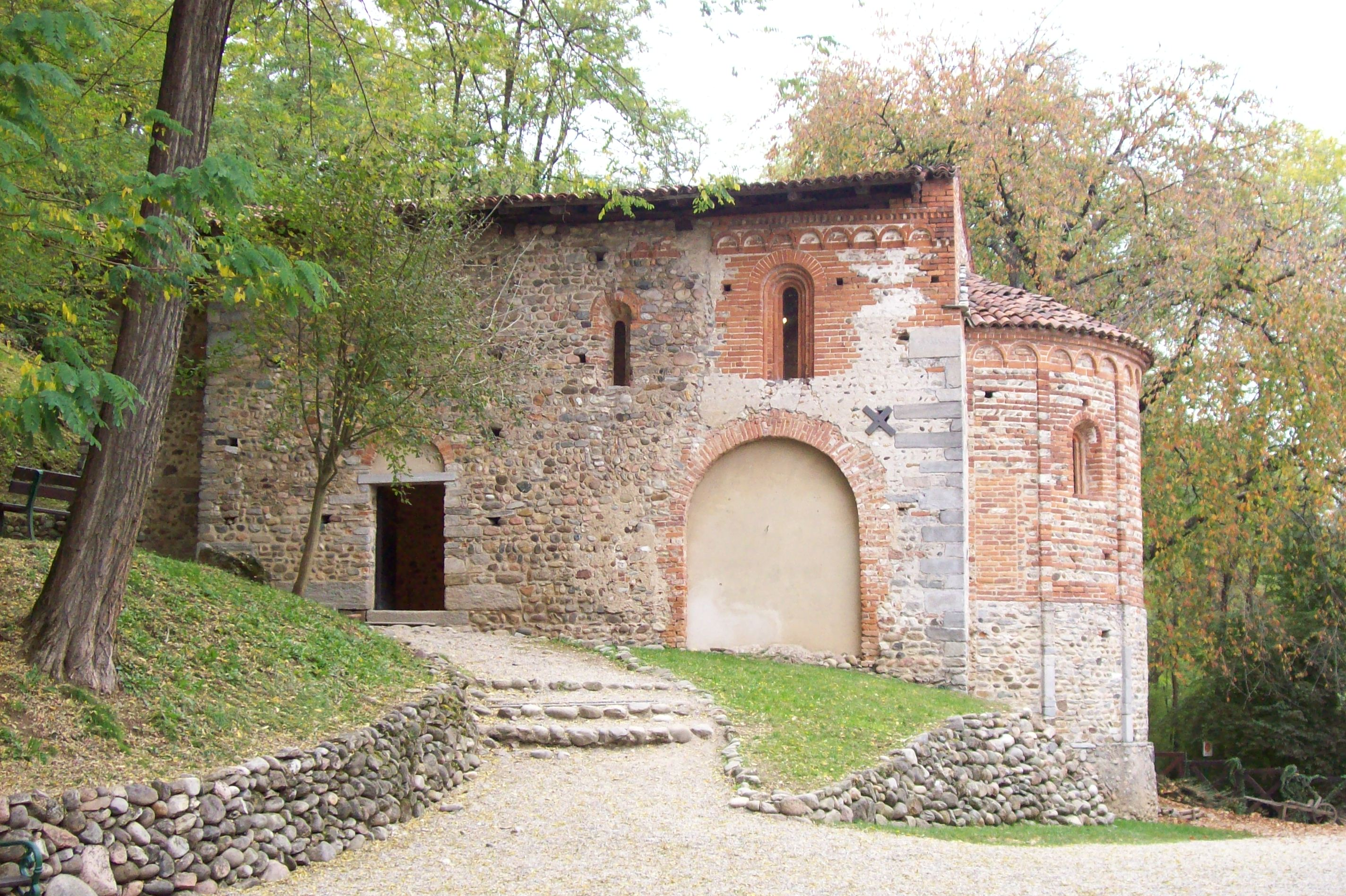
Santa Maria di Torba

### Marienkirche
Die Kirche wurde im 11. Jahrhundert errichtet, als Torba bereits in ein Benediktinerinnen-Kloster umgewandelt worden war. Als Baumaterial fungierten Steine aus dem Olona-Fluss, Sand und Kalk. Die Restaurierungsarbeiten des FAI brachten im Innern der Kirche Reste eines quadratischen Kirchturms und einer Krypta aus dem 8. Jahrhundert hervor, die ein früheres kirchliches Gebäude an derselben Stelle erkennen lassen. Im 12. und 13. Jahrhundert wurde die ursprünglich rechteckige Form um eine Apsis aus Tuff und Backsteinen erweitert.
Im Innern sind Spuren von hochmittelalterlichen Wandmalereien aus Kalkfarben erkennbar. Die Darstellungen sind schlecht erhalten und lassen keinen Rückschluss auf die dargestellten Personen zu.

### Torbaturm
Der Turm war ursprünglich Teil der Befestigungsmauer, die von Castelseprio bis zum Olona-Fluss reichte. Er wurde mit Baumaterialien errichtet, die von römischen Gräbern stammen, was darauf schließen lässt, dass er im 5. Jahrhundert erbaut wurde.
Ursprünglich war der Turm auf der Nord- und auf der Ostseite verstärkt, er wurde jedoch völlig umgebaut, als er Teil des Benediktinnerinnen-Klosters wurde: er erhielt eine Außentreppe aus Stein, einige Schießscharten wurden zu Fenstern erweitert, der zweite Stock wurde zum Oratorium mit bemalten Wänden (Fresken). Die Fresken im ersten und zweiten Stockwerk des Turms sind deutlich besser erhalten als die Fresken im Innern der Kirche.

## Heutige Nutzung
Das Kloster von Torba kann heute ganzjährig besichtigt werden. Jüngere Ausgrabungen aus dem Jahr 2013 haben weitere römische Funde zu Tage gebracht.

## Bibliographie
- Pier Giuseppe Sironi: Castelseprio. Storia e Monumenti, Colombo 1997
- Angela Surace: Il Parco Archeologico di Castel Seprio, MIBAC, Sorpaintendenza Archeologica per la Lombardia, 2005
- L. Borromeo Dina (Hrsg.): Il Libro del FAI, Milano 2005, S. 33–47
- L. Borromeo Dina (Hrsg.): Il Monastero di Torba, Milano 2010